# 卓話
卓話（たくわ）とは、親睦会などといった催しの開催時間中にある参加者が他の参加者全員を前にして自身の意見を発表することを意味する。主な場合、業界の事情に関して深く知覚している者が担当しているため聴衆にとっては日頃に接することができない業種に属している人々の話をうかがうことができるがゆえに、聴くことで自身の世界に対する視野が広がり人生においての大きな糧となることが期待できる。これは主にロータリークラブで用いられている言葉であり、各地のロータリークラブが運営する各サイト内でもこれはロータリーの用語であるかの如く解説されており、実際にこの言葉を目にする機会の大部分がロータリークラブ関連ではあるものの、ライオンズクラブをはじめとした他のクラブや企業が行っている催し、各学校の同窓会などでの参加者による式辞を意味する言葉としても使われていることがある。